# ان‌جی‌سی ۳۲
ان‌جی‌سی ۳۲ (به انگلیسی: NGC 32) یک صورتواره با قدر ظاهری ۱۴ است که در صورت فلکی اسب بالدار قرار دارد.